# 屋大維站
屋大維站（義大利語：Ottaviano）是羅馬地鐵A線的一個車站。自2006年開始，屋大維站附近進行了考古發掘，以便於修建羅馬地鐵C線。屋大維站未來將成為羅馬地鐵A線和羅馬地鐵C線的交會站。聖彼得大教堂和梵蒂岡博物館在該站以南500米。